# Doverdale
Doverdale est une paroisse civile et un village du Worcestershire, en Angleterre.